# Agave phillipsiana
Agave phillipsiana ist eine Pflanzenart aus der Gattung der Agaven (Agave). Ein englischer Trivialname ist „Grand Canyon Agave“.

## Beschreibung
Agave phillipsiana formt große, offene Rosetten mit einer Wuchshöhe von 75 bis 100 cm und einem Durchmesser von 75 bis 100 cm. Sie bildet reichlich rhizomatöse Ableger. Die lanzettförmigen, variabel angeordneten, grünen bis bläulichen Blätter sind 76 bis 78 cm lang und 10 bis 11 cm breit. Die braunen bis grauen Blattränder sind unregelmäßig gezahnt. Der braune bis graue Enddorn ist 2,5 bis 4 cm lang.
Der rispige Blütenstand wird 4 bis 5,5 m hoch. Die grünen bis cremefarbenen Blüten sind 32 bis 45 mm lang und erscheinen am oberen Teil des Blütenstandes an unregelmäßig angeordneten, lockeren Verzweigungen. Die Blütenröhre ist 15 bis 20 mm lang.
Die Blütezeit reicht von August bis September.

## Systematik und Verbreitung
Agave phillipsiana wächst endemisch in Arizona im inneren Grand Canyon an steinigen offenen Hängen, in offenem Waldland in 700 bis 1150 m Höhe. Sie ist im Tapeals Creek in 1090 m Höhe mit Sclerocactus parviflorus subsp. havasupaiensis, Opuntia engelmannii und Yucca baccata vergesellschaftet.
Die Erstbeschreibung durch Wendy C. Hodgson ist 2001 veröffentlicht worden.
Agave phillipsiana ist ein Vertreter der Sektion Ditepalae. Sie ist extrem selten und nur einige kleine Kolonien wachsen in einem geografisch isolierten Gebiet im inneren Grand Canyon in Arizona. Die Art bildet große offene Rosetten mit zahlreichen rhizomatösen Ablegern. Sie ist mit Agave delamateri und Agave palmeri verwandt, es sind aber Unterschiede in Größe, Form, Blatt- und Blütenstruktur erkennbar. Die im Osten des inneren Grand Canyon vorkommende Agave utahensis subsp.  kaibabensis besiedelt kältere Regionen und ist insgesamt kleiner.
Agave phillipsiana wird im Desert Botanic Garden in Tucson, Arizona, kultiviert.